# Фуцунуси
Фуцунуси (яп. 経津主神) — в синтоизме — ками, мужское божество, из японской мифологии. Считается богом меча, таким образом, поклоняющиеся  ему синтоистские священники должны всегда носить с собой Нихонто, по крайней мере, в храме. В японской мифология представлен одним из богов генералов Аматэрасу, посланных в Асихара-но Накацукуни. Иногда его путают  с Такэмикадзути-но-ками. В древние времена императорский двор запасался оружием (главным образом, мечами) в храмах под видом подарков для богов, чтобы самураи могли использовать их, во время нарушения границ королевства Ямато противником.
Фуцунуси — одно из божеств-покровителей клана Фудзивара, и считается легендарным предком клана Мононобэ., впоследствии он мог быть мифологически «поглощен» Такэмикадзути-но-ками, почитаемым кланом Фудзивара. Также Фуцунуси — бог покровитель школы традиционных японских боевых искусств Тэнсин Сёдэн Катори Синто-рю, основателю которой,  Иидзаса Тёисай Иэнао, явился лично и передал свиток Хэйхо-но синсё (божественное писание о хэйхо). Ученики школы Катори Синто-рю дают торжественную клятву, когда приходят в школу. Фуцунуси поклоняются в храмах Катори, и Исоноками. Он также считается богом боевых искусств.